# Celatoria setosa
Celatoria setosa är en tvåvingeart som först beskrevs av Daniel William Coquillett 1895.  Celatoria setosa ingår i släktet Celatoria och familjen parasitflugor. Inga underarter finns listade.